# Середньоахтубінський район
Середньоахтубінський район (рос. Среднеахтубинский район) — муніципальний район у Росії у складі Волгоградської області. Адміністративний центр - робітниче селище Середня Ахтуба.

## Географія
Середньоахтубінський район розташований в південно-східній частині Волгоградської області в Заволжжі, між Волгою та Ахтубою. Площа становить 2038,5 км.
Клімат
Клімат змінюється із заходу на схід. Територія району знаходиться під впливом вологих мас повітря з Атлантичного океану і посушливого, континентального клімату Середньої Азії, вплив якого позначається більш гостро і різко. Вплив континентального клімату посилюється завдяки проникненню холодних мас повітря з Північного Льодовитого океану і з степів Сибіру. Південно-східні вітри, що дмуть з пустельних степів в холодну пору року, приносять бурани, а навесні вони женуть до Волги тепло і сухість. Висока температура й низька вологість сильно збільшує випаровування з поверхні ґрунту. Таким чином, клімат посушливий континентальний.

## Історія
Середньоахтубінський район заснований Постановою Президії ВЦВК 23 червня 1928 року в складі Сталінградського округу Нижньо-Волзького краю. З 1934 року в складі Сталінградського краю, з 1936 року - Сталінградської (Волгоградської) області.

## Населення
Населення - 60 815 осіб. Через будівництво нового мосту через Волгу населення стало досить швидко рости.
У міських поселеннях (місто Краснослободськ та робітниче селище Середня Ахтуба) проживають 52.42% населення району.

## Економіка
Галузі обробної промисловості:
- Будматеріалів (цегельний та керамзитний заводи в Середній Ахтубі)